# Nojorid
Nojorid est une commune roumaine du județ de Bihor, en Transylvanie, dans la région historique de la Crișana et dans la région de développement Nord-Ouest.

## Géographie
La commune de Nojorid est située dans l'ouest du județ, dans la plaine de la Crișana, à 9 km au sud d'Oradea, le chef-lieu du județ. Depuis 2005, la commune fait partie de la nouvelle région métropolitaine d'Oradea.
La municipalité est composée des sept villages suivants, nom hongrois, (population en 2002) :
- Apateu, Oláhpáti (260) ;
- Chișirid, Kisürögd (175) ;
- Leș, Váradles (607) ;
- Livada Bihor, Mácsapuszta (1 200) ;
- Nojorid, Nagyürögd (1 696); siège de la commune ;
- Păușa, Váradpósa (288) ;
- Șauaieu, Biharsályi (368).

## Histoire
La première mention écrite du village de Nojorid date de 1273 sous le nom de Ireg.
La commune, qui appartenait au royaume de Hongrie, en a donc suivi l'histoire.
Après le compromis de 1867 entre Autrichiens et Hongrois de l'empire d'Autriche, la principauté de Transylvanie disparaît et, en 1876, le royaume de Hongrie est partagé en comitats. Nojorid intègre le comitat de Bihar (Bihar vármegye).
À la fin de la Première Guerre mondiale, l'Empire austro-hongrois disparaît et la commune rejoint la Grande Roumanie au traité de Trianon.
En 1940, à la suite du deuxième arbitrage de Vienne, elle est annexée par la Hongrie jusqu'en 1944. Elle réintègre la Roumanie après la Seconde Guerre mondiale au traité de Paris en 1947.

## Politique
| Période                                  | Période  | Identité             | Étiquette | Qualité |
| ---------------------------------------- | -------- | -------------------- | --------- | ------- |
| Les données manquantes sont à compléter. |          |                      |           |         |
|                                          | 2016     | Mircea-Mihai Crainic | PNL       |         |
| 2016                                     | En cours | Petru Teodor Baba    | PSD       |         |

| Parti | Parti                        | Sièges |
| ----- | ---------------------------- | ------ |
|       | Parti social-démocrate (PSD) | 8      |
|       | Parti national libéral (PNL) | 7      |

## Religions
En 2002, la composition religieuse de la commune était la suivante :
- Chrétiens orthodoxes, 80,21 % ;
- Pentecôtistes, 6,74 % ;
- Grecs-Catholiques, 4,13 % ;
- Réformés, 3,56 % ;
- Catholiques romains, 3,54 % ;
- Baptistes, 1,43 %.

## Démographie
En 1910, à l'époque austro-hongroise, la commune comptait 3 814 Roumains (75,64 %), 1 104 Hongrois (21,90 %), 73 Tsiganes (1,45 %), 38 Allemands (0,75 %) et 13 Slovaques (0,26 %).
En 1930, on dénombrait 5 185 Roumains (83,41 %), 937 Hongrois (15,07 %), 57 Roms (0,92 %), 24 Allemands (0,39 %) et 6 Juifs (0,10 %).
En 1956, après la Seconde Guerre mondiale, 5 198 Roumains (88,40 %) côtoyaient 563 Hongrois (9,57 %), 5 Allemands (0,09 %) et 113 Roms (1,92 %).
En 2002, la commune comptait 4 154 Roumains (90,42 %), 313 Hongrois (6,81 %), 115 Roms (2,50 %) et 9 Slovaques (0,19 %). 
| 1880  | 1890  | 1900  | 1910  | 1920  | 1930  | 1941  | 1956  | 1966  |
| ----- | ----- | ----- | ----- | ----- | ----- | ----- | ----- | ----- |
| 3 024 | 3 691 | 4 453 | 5 042 | 5 775 | 6 216 | 6 326 | 5 880 | 5 420 |

| 1977  | 1992  | 2002  | 2007  | - | - | - | - | - |
| ----- | ----- | ----- | ----- | - | - | - | - | - |
| 5 298 | 4 504 | 4 594 | 4 532 | - | - | - | - | - |

## Économie
L'économie de la commune repose sur l'agriculture.

## Communications

### Routes
Nojorid est située sur la route nationale DN79 (route européenne 671) Oradea-Arad. Du village de Leș, la route régionale DJ792A se dirige au sud vers Husasău de Tinca et Tinca.

### Voies ferrées
Nojorid est traversée par la ligne Oradea-Arad.

## Lieux et monuments

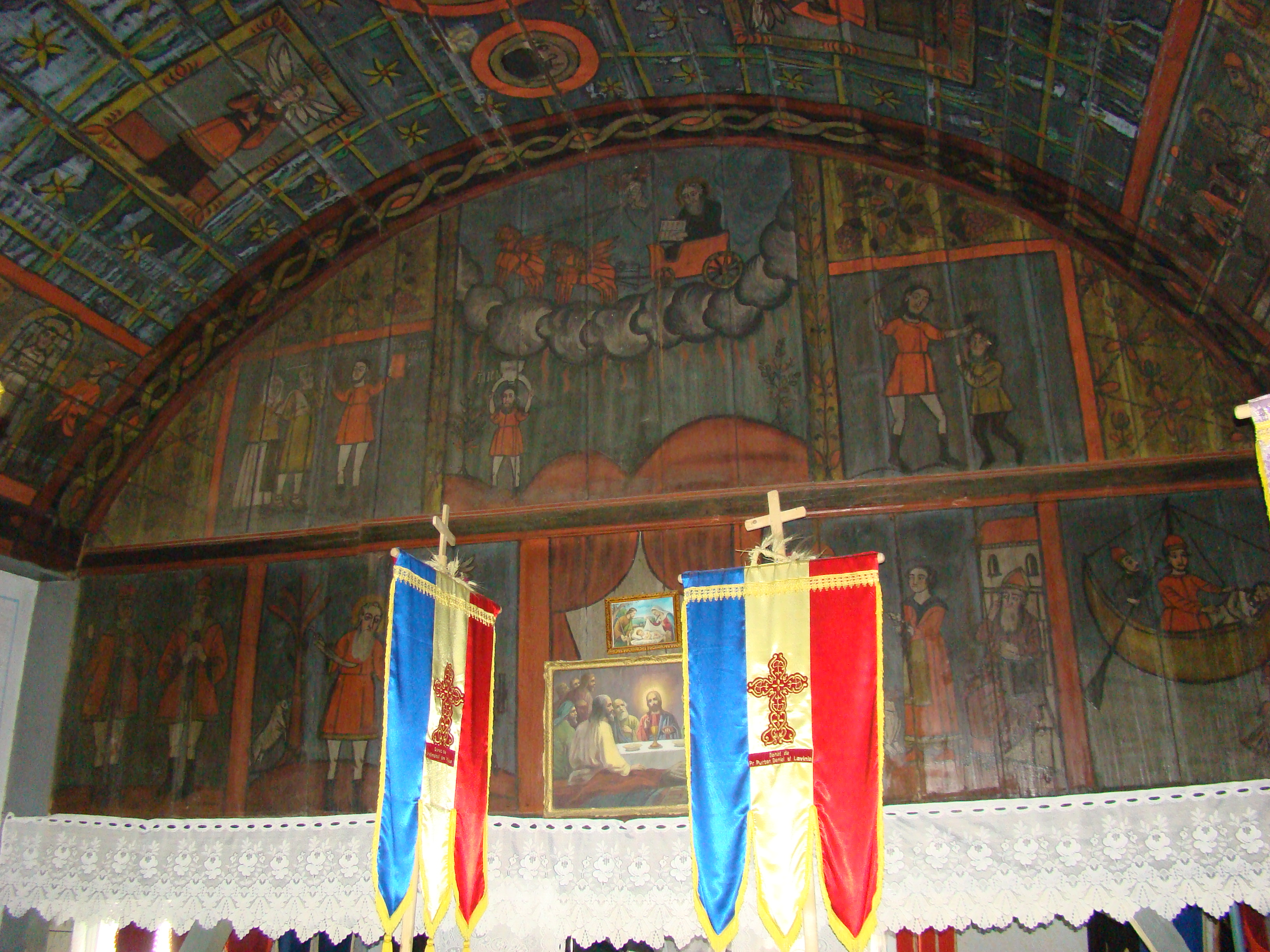
Intérieur de l'église St Dimitri de Păușa

- Nojorid, église orthodoxe datant de 1909[6] ;
- Nojorid, église orthodoxe datant des XIIIe et XIVe siècles, classée monument historique[6] ;
- Șauaieu, église orthodoxe datant de 1890[6] ;
- Șauaieu, lac de retenue ;
- LIvada Bihor, lac de retenue ;
- Păușa, élise orthodoxe St Dimitri en bois, datant du XVIIIe siècle, classée monument historique[6] ;
- Apateu, église orthodoxe datant de 1810[6].